# Kristen Johnston

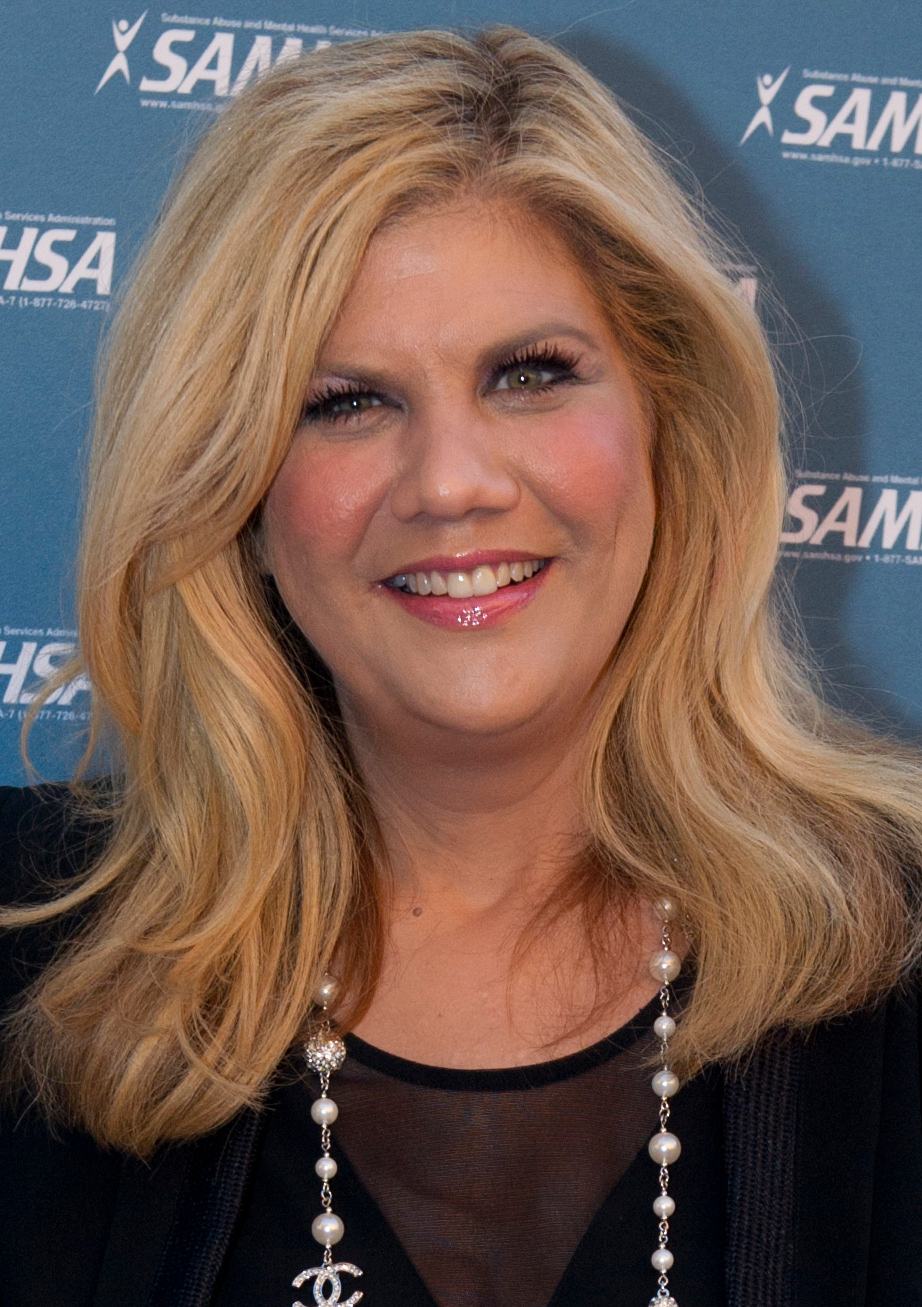
Kristen Johnston, 2014.

Kristen Johnston, född 20 september 1967 i Washington, D.C., är en amerikansk skådespelare. Hon växte upp i Milwaukee, Wisconsin.
Johnston är bland annat känd som Sally i komediserien Tredje klotet från solen. Hon har varit utbytesstudent i Sverige.

## Filmografi i urval
- 1985 – The Orkly Kid (kortfilm)
- 1993 – The Debt (kortfilm)
- 1996–2001 – Tredje klotet från solen (TV-serie) (139 avsnitt)
- 2004 – Sex and the City (TV-serie) (gästroll)
- 1999 – Austin Powers: The Spy Who Shagged Me
- 2000 – Familjen Flinta i Viva Rock Vegas
- 2002 – Stage On Screen: The Women (TV-film)
- 2005 – Cityakuten (TV-serie) (gästroll)
- 2011–2015 – The Exes (TV-serie) (64 avsnitt)
- 2011 – L!fe Happens
- 2012 – Vamps
- 2018 – Swiped
- 2018–2021 – Mom (TV-serie) (51 avsnitt)